# Hempfe
Der Familienname Hempfe ist ein äußerst seltener deutscher Nachname, dessen genaue Herkunft bislang nicht eindeutig dokumentiert ist. Sprachhistorisch betrachtet könnte der Name eine Variante oder Ableitung von „Hempe“ oder „Hemp“ darstellen, was wiederum auf das althochdeutsche Wort für „Hanf“ zurückzuführen ist. Alternativ bestehen mögliche Verbindungen zu mittelniederdeutschen Begriffen wie „Hemme“ oder „Hampe“, die in historischen Quellen mit handwerklichen Berufen oder topografischen Bezeichnungen in Verbindung gebracht werden.

## Verbreitung
Die Verbreitung des Namens Hempfe ist sehr begrenzt. In Deutschland taucht er nur vereinzelt in genealogischen Datenbanken auf und ist in der allgemeinen Bevölkerung kaum vertreten. Auch international ist der Name äußerst selten: In historischen US-amerikanischen Volkszählungen, etwa im Jahr 1880, wurde der Name lediglich bei wenigen Familien in Michigan registriert. Eine flächendeckende oder regionale Häufung ist nicht bekannt, was auf eine lokale oder familieninterne Herkunft hindeutet.

## Prominente
Bislang sind keine prominenten Persönlichkeiten mit dem Nachnamen Hempfe öffentlich dokumentiert. Der Name erscheint gelegentlich in genealogischen Archiven wie Ancestry oder AncientFaces, jedoch ohne Hinweise auf historische Bedeutung oder öffentliche Bekanntheit.
Insgesamt lässt sich der Name Hempfe als ein seltenes, möglicherweise regional geprägtes Familienkennzeichen einordnen, dessen Ursprung vermutlich in der deutschen Sprach- und Berufsgeschichte liegt.